# 普洛内韦迪富
普洛内韦迪富（法語：Plonévez-du-Faou）是法国菲尼斯泰尔省的一个市镇，位于该省东部，属于沙托兰区。该市镇总面积80.73平方公里，2009年时的人口为2118人。

## 人口
普洛内韦迪富人口变化图示